# プンチャック・ジャヤ
プンチャック・ジャヤ（インドネシア語: Puncak Jaya）は、ニューギニア島にある、標高4884メートルの山。同島西半分を占めるインドネシア共和国中部パプア州のスディルマン山脈に位置し、同島・同国の最高峰である。メラネシア、オーストララシア、オセアニアの最高峰でもあり、六大陸以外の島における世界最高峰でもある。ジャヤ峰、カルステンツ山（Mount Carstensz）、カルステンツ・ピラミッド（Carstensz Pyramid）と呼ばれる場合も有る。
熱帯にありながら標高が高いため氷河が見られるが、地球温暖化などに伴い消滅の危機にあるとインドネシア気象気候地球物理庁（BMKG）が2024年に予測を公表している。付属峰ンガ・プルの氷河融解前は見かけの高さがンガ・プルより低く、その付属峰とされていた。

## 歴史
ヨーロッパ人の来航前、先住民はこの付近の山塊をンガ・プルと呼んでいた。1623年の珍しく晴れ渡った日に、この山の氷河をヨーロッパ人として最初に目撃したオランダの探検家ヤン・カルステンツォーンにちなんで、カルステンツ山とも呼ばれるようになり、目立つ付属峰（当時）はカルステンツ・ピラミッドと名付けられた。この名前は登山家の間で今でも使われている。
1962年にオーストリアの登山家ハインリヒ・ハラーと3人の友人（テンプレ、キパックス、フイゼンガ）がカルステンツ・ピラミッドに初登頂した。
1963年にインドネシアがオランダ領ニューギニアを支配下に置いた時に、カルステンツ山はインドネシア初代大統領スカルノにちなんで'Puntjak Soekarno'（Puncak Sukaruno、スカルノ峰）と改名され、1969年にプンチャック・ジャヤと変更されたが、ピラミッドが最高峰に変わったことが判明した。Puncakは峰・山を意味し、Jayaは「勝利」や「偉大な」といった意味を持つ。

## 氷河
プンチャック・ジャヤの山頂部に氷床は見られない。一方で、斜面にはカルステンツ氷河、メレン氷河、ノースウォール・フィルンなどの氷河が存在する。赤道付近に位置するため、年間を通じて平均気温の偏差は少なく（0.5 °C程度）、氷河を涵養する積雪の季節変動もわずかである。
しかしながら、この稀な赤道直下の氷河の範囲を歴史的な資料に基づいて分析した結果、1850年代から大きく後退していると判明し、1850年から1972年にかけて100年あたり約0.6 °Cの地域的な気温上昇を示唆している。この地域の気温の上昇を示す事例は他にも見られ、例えば、プンチャック・ジャヤが属するマオケ山脈に有るトリコラ山（Puncak Trikora）の氷河は、1939年から1962年の間に完全に消滅した。
1970年代以来、人工衛星によって撮影された画像は、プンチャック・ジャヤの氷河が急速に後退していると示している。メレン氷河に至っては、1994年から2000年の間に消失した。また、この山域で特に大きな氷体が残るカルステンツ氷河とイーストノースウォール・フィルン氷河において、2010年から2018年に行われた、写真撮影と氷厚測定に基いた氷河の質量収支観測により、2019年から後の10年間で、いずれの氷河も消失する可能性が指摘された。

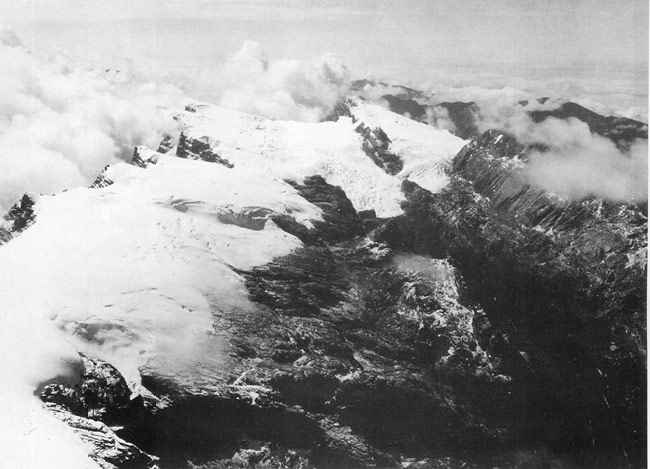
1936年の氷冠。
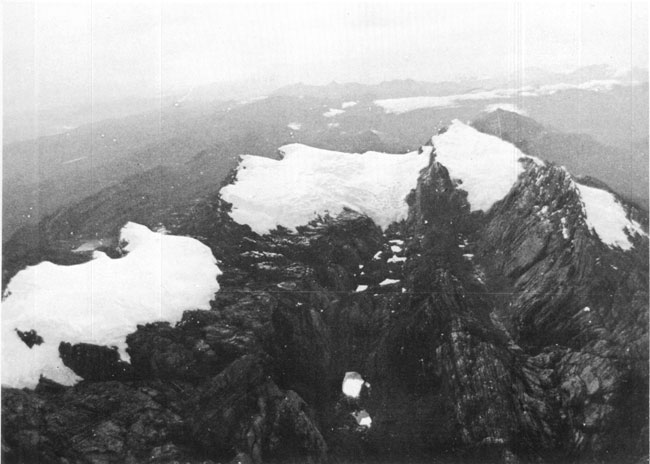
1972年の氷冠。大半が消滅している。

## 登山
プンチャック・ジャヤは七大陸最高峰の2つの主要なリストの中で、登山を実施する事が、特に難しい山の一つである。標準的なルートは北面を上がり峰に沿って登るルートで、表面は全て岩である。リストの中では高い登山技術が必要とされている一方で、体力的には最も困難というわけではない。
登山における重大な障害は、近くには大きなグラスベルグ鉱山があるにもかかわらず、この地域にハイカーや一般人が容易に近づけない点である。悪化している現地情勢のため、インドネシア政府は1995年11月より一般人の入山を規制した。入山には政府の許可が必要だが、現時点では許可を得るのは容易ではない。入山許可の取得には、通常でも数ヶ月かかる。